# Документ
Докуме́нт (от латинската дума documentum – образец, свидетелство, доказателство) е материален обект, съдържащ информация във фиксиран вид и специално предназначен за нейното съхраняване и предаване във времето и пространството. Носител на информацията може да бъде хартия, перфокарта, фотолента, магнитен или оптичен диск, магнитна лента, глинени плочки и мн. др. Документите могат да съдържат текстове на естествен или формализиран език, изображения, звукова информация и др. Според съдържанието си документите се делят на научно-технически (статии, книги, патенти, чертежи, стандарти, технически доклади и описания), правни (постановления, закони, наредби, договори и др.), управленски (заповеди, указания) и др.
Документите могат да са първични и вторични (реферат, анотация, обзор и т.н.). Видовете обработки на документите се делят на семантични (превод, рефериране, анотиране) и несемантични (копиране, предаване на разстояние, преобразуване в друга форма на представяне). За автоматизация на обработката на документите от 20 век широко се използват компютри.
В исторически аспект носителите на информация силно са се изменяли.
Съвкупността от документи, посветени на определен въпрос, явление, процес, лице, служба и др. под., се нарича документация.
Функционирането на съвременното общество предизвиква създаването на значителен брой документи, предимно текстови.

## История
Традиционно документите се създават върху хартия, като информацията се записва с мастило или на ръка (собственоръчен документ) или с помощно средство (например пишеща машина, печатна преса или напоследък лазерен принтер).
Далеч в миналото са се пишели документи върху папирус (например в древен Египет) или пергамент; гравирани са върху камък с длето; изрязвани са в глинени плочки и след това са изпичани (в шумерската и месопотамската цивилизации). Хартията, папирусът и пергаментът могат да се навият на свитък или да бъдат нарязани на листове и свързани като книга. В днешно време документите могат да са върху един или няколко листа хартия.
Съвременните електронни начини за създаване, съхранение и показване на документи включват:
- компютър с монитор (или лаптоп, таблет) свързан с принтер
- PDA
- електронна книга
- радио и телевизия

Електронният документ е във вид на компютърен файл, който може да се възпроизведе при желание. При това обаче възникват затруднения, свързани с разнообразните файлови формати. Такъв документ не зависи от конкретната среда за възпроизвеждане.

## Видове документи

### Стопански и счетоводни документи
Счетоводните документи са такива, които се издават във връзка с осъществяването на стопанска дейност, която представлява стопански операции, подлежащи на осчетоводяване в счетоводните книги на предприятието. Такива например са: касов бон, касов ордер, мемориален ордер, фактура, менителница, запис на заповед, всякакви видове разписки.

## Документи в правото
Документ (в гражданското процесуално право) е вещ, върху която с писмени знаци е материализирано изявление, което свидетелства за определени факти. Според естеството си документът бива: официален и частен; подписан и неподписан; автентичен и неавтентичен. В правото не са документи скици, чертежи, рисунки, знаци и други символи. За документа е без значение какъв е материалният носител, върху който са изразени писмените знаци.
Документните престъпления са престъпления, състоящи се в съставянето и използването на неистински официални и частни документи. Тук се включва например съставяне на неистински документ, издаване на невярно медицинско свидетелство, подаване на декларации с невярно съдържание, внасяне на неверни обстоятелства в официален документ, използване на документ с невярно съдържание, унищожаване на чужд документ и др. Ако престъплението е извършено от длъжностно лице в кръга на службата му, отговорността е по-тежка.
Важен вид документи са различните удостоверения (или сертификати), потвърждаващи факти от живота на човека, неговата принадлежност към някаква организация, разрешението да се занимава с определена дейност и т.н. Документите за самоличност (паспорт, лична карта и др.) са вид удостоверения и се издават от държавата.